# Jorge Alfredo Vásquez
Jorge Alfredo Vásquez (23 aprile 1945) è un ex calciatore salvadoregno, di ruolo centrocampista.

## Carriera
Prese parte con la Nazionale salvadoregna ai Giochi Olimpici del 1968 e ai Mondiali del 1970.